# Moitessieria
Moitessieria is een geslacht van weekdieren uit de klasse van de Gastropoda (slakken).

## Soorten
- Moitessieria audiberti Girardi, 2015
- Moitessieria aurea Tarruella, Corbella, Prats, Guillén & Alba, 2012
- Moitessieria barrinae Alba, Corbella, Prats, Tarruella & Guillén, 2007
- Moitessieria bodoni Girardi, 2009
- Moitessieria boetersi Girardi, 2015
- Moitessieria bourguignati Coutagne, 1883
- Moitessieria calloti Girardi, 2003
- Moitessieria collellensis Corbella, Alba, Tarruella, Prats & Guillén, 2006
- Moitessieria dexteri Corbella, Guillén, Prats, Tarruella & Alba, 2012
- Moitessieria fontsaintei Bertrand, 2001
- Moitessieria foui Boeters, 2003
- Moitessieria guadelopensis Boeters, 2003
- Moitessieria heideae Boeters & Falkner, 2003
- Moitessieria juvenisanguis Boeters & Gittenberger, 1980
- Moitessieria lludrigaensis Boeters, 2003
- Moitessieria locardi (Coutagne, 1883)
- Moitessieria magnanae Girardi, 2009
- Moitessieria massoti Bourguignat, 1863
- Moitessieria meijersae Boeters, 2003
- Moitessieria mugae Corbella, Alba, Tarruella, Prats & Guillén, 2006
- Moitessieria nezi Boeters & Bertrand, 2001
- Moitessieria notenboomi Boeters, 2003
- Moitessieria olleri Altimira, 1960
- Moitessieria ouvezensis Boeters & Falkner, 2009
- Moitessieria pasterae Corbella, Alba, Tarruella, Guillén & Prats, 2009
- Moitessieria prioratensis Corbella, Alba, Tarruella, Guillén & Prats, 2009
- Moitessieria punctata Alba, Tarruella, Prats, Guillén & Corbella, 2010
- Moitessieria racamondi Callot-Girardi, 2013
- Moitessieria ripacurtiae Tarruella, Corbella, Guillén, Prats & Alba, 2013
- Moitessieria robresia Boeters, 2003
- Moitessieria rolandiana Bourguignat, 1863
- Moitessieria sanctichristophori Corbella, Guillén, Prats, Tarruella & Alba, 2011
- Moitessieria seminiana Boeters, 2003
- Moitessieria servaini (Bourguignat, 1880)
- Moitessieria simoniana (Saint-Simon, 1848)
- Moitessieria tatirocae Tarruella, Corbella, Prats, Guillén & Alba, 2015